# Nortel
Nortel was een van de oudste technologiebedrijven. Het begon in 1895 telefoons te maken en heette toen nog "Northern Electric and Manufacturing Company".
Het was een beursgenoteerde Canadese fabrikant van telecommunicatieapparatuur. Nortel speelde onvoldoende in op de heel snelle ontwikkelingen in de markt, kwam in 2009 in zeer zwaar weer en ging uiteindelijk in 2010 failliet.
Andere spelers op de markt namen producten of zelfs hele divisies over tijdens de ontmanteling van het bedrijf. Een van de opkopers was Avaya, dat onder meer switches en communicatieservers overnam.
Ook Ericsson nam divisies over, waaronder de joint venture met LG.
Een van de laatste verkopen uit de boedel - in maart 2011 - was de toewijzing van IPv4-adressen welke op naam stonden van Nortel. Deze werden in 2011 overgenomen door Microsoft. Nu de laatste /8-blokken IPv4-adressen zijn uitgedeeld aan de Regionale Internet Registry's (zoals het RIPE NCC) spelen bedrijven in op het tekort aan IPv4-adresruimte.